# Canaima (système d'exploitation)
Pour les articles homonymes, voir Canaima.
Canaima GNU/Linux est un système d’exploitation open source. C’est une distribution Linux basée sur l’architecture de Debian. Il a été créé pour répondre aux besoins du gouvernement vénézuélien exprimés dans le décret présidentiel 3 390 et donnant la priorité à l’utilisation de technologies libres et à l’open source dans l’administration publique. Le 14 mars 2011, Canaima a été officiellement présenté comme le système d’exploitation par défaut pour l’administration publique vénézuélienne,,.
Le système d’exploitation s’est largement diffusé, devenant l’une des distributions Linux les plus utilisées au Venezuela, en grande partie en raison de son intégration dans les écoles publiques. Il est utilisé dans des projets à grande échelle comme « Canaima Educativo », visant à fournir aux écoliers un ordinateur portable de base doté du logiciel éducatif dénommé Magallanes. Canaima a été présenté lors de congrès internationaux sur l’utilisation de standards libres. Il a été utilisé pour le Festival latino-américain d’installation de logiciels libres (FLISOL).
En octobre 2013, DistroWatch le classait comme la 164e distribution Linux la plus populaire sur 297 au cours des 12 derniers mois. En 2019, sa popularité n’est plus évaluée par DistroWatch.

## Caractéristiques
Les principales caractéristiques de Canaima GNU/Linux sont[réf. nécessaire] :
1. Installation facile
2. Licence du logiciel gratuit.
3. Distribution et utilisation gratuites.

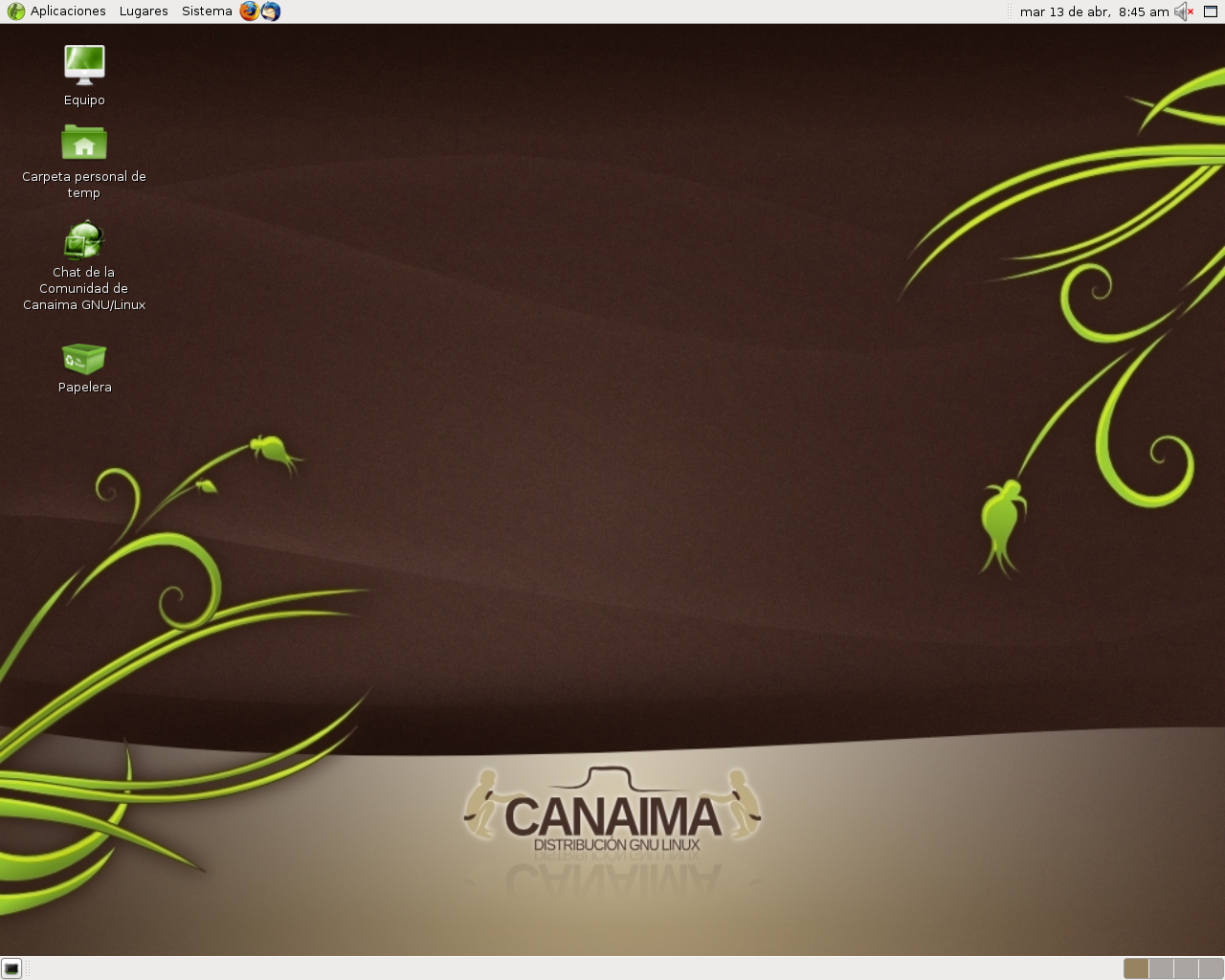
Bureau de Canaima Popular 2.0

La Free Software Foundation (FSF) détermine que Canaima GNU/Linux n’est pas un logiciel 100 % libre car certains de ses composants sont des logiciels non libres. C’est en particulier le cas des micrologiciels nécessaires aux cartes graphiques, aux cartes son, aux imprimantes, etc. Les créateurs de Canaima ont choisi d’inclure ces pilotes non libres afin de prendre en charge le plus grand nombre d’ordinateurs utilisés par le gouvernement vénézuélien et de faciliter la migration d’un système d’exploitation avec un code source fermé vers un système à code source ouvert, mais non libre. Il est prévu que Canaima, dans ses prochaines versions, offre une option dans le processus d’installation pour que les pilotes non libres soient facultatifs, permettant d’installer une image logicielle 100 % libre de la distribution selon le souhait de l’utilisateur[réf. nécessaire].

### Logiciel inclus
Canaima comprend des applications pour la formation, le développement et la configuration du système. L’interface graphique et l’environnement de bureau sont par défaut GNOME. D’autres environnements de bureau et interfaces graphiques gérés par la communauté sont disponibles pour le système, comme Xfce.
Au niveau de la bureautique le système comprend la suite bureautique LibreOffice, avec traitement de texte, tableur et programme de présentation. il adopte d’autres programmes plus spécifiques, tels que le logiciel de gestion de projet Planner et un éditeur HTML.

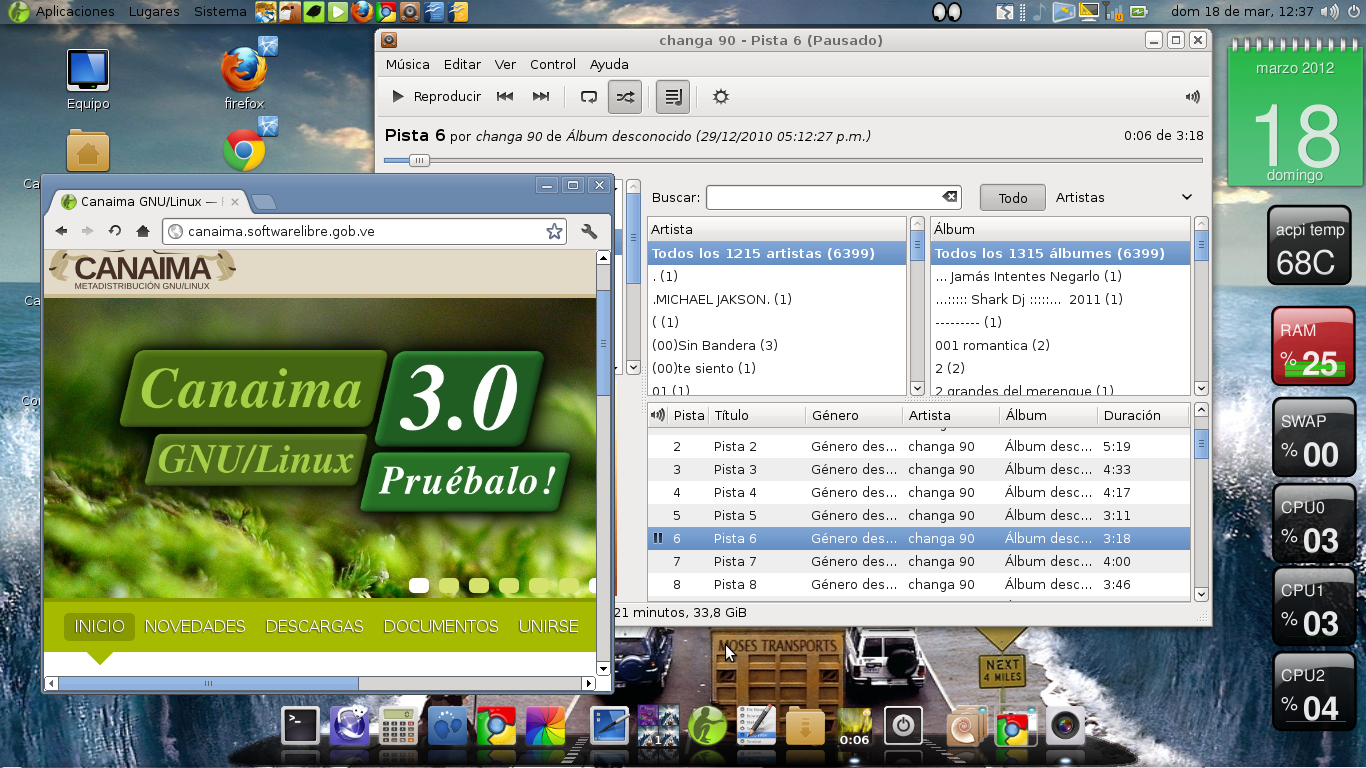
Bureau Canaima GNU/Linux 3.0 personnalisé.

La distribution inclut le navigateur internet Cunaguaro, un outil basé sur Iceweasel (Mozilla Firefox) et spécialement adapté pour Canaima 3.0 et les versions ultérieures. Il existe un autre navigateur, Canaima Curiara basé sur Cunaguaro, léger et développé en python-webkit pour des applications spécifiques de la distribution.
Côté graphisme, Canaima comprend GIMP, Inkscape, le logiciel de publication assistée par ordinateur Scribus et le concepteur d’étiquettes gLabels.

## Versions
Canaima publie des versions stables régulièrement depuis 2007.
| Version   | Nom de code                           | Date de sortie                        |
| --------- | ------------------------------------- | ------------------------------------- |
| 1.0       | Canaima                               | 2007-10-18                            |
| 2.0       | Canaima                               | 2009-02-05                            |
| 2.0.1 RC1 | Canaima                               | 2009-04-16                            |
| 2.0.1     | Canaima                               | 2009-05-15                            |
| 2.0.2     | Canaima                               | 2009-05-22                            |
| 2.0.3     | Canaima                               | 2009-07-03                            |
| 2.0.4     | Canaima                               | 2009-10-17                            |
| 2.1 RC    | Canaima                               | 2010-05-21                            |
| 3.0 RC    | Roraima                               | 2011-02-10                            |
| 3.0 RC2   | Roraima                               | 2011-02-22                            |
| 3.0       | Roraima                               | 2011-05-05                            |
| 3.1 VC1   | Auyantepui                            | 2011-12-29                            |
| 3.1 VC2   | Auyantepui                            | 2012-07-06                            |
| 3.1 VC3   | Auyantepui                            | 2012-07-18                            |
| 3.1       | Auyantepui                            | 2012-11-14                            |
| 4.0       | Kerepakupai                           | 2013-12-04                            |
| 4.1       | Kukenán                               | 2014-09-04                            |
| 5.0       | Chimantá                              | 2016-12-19                            |
| 6.0       | Kavac                                 | 2018-03-19                            |
| 7.0       | Imawarí                               | 2022-08-19                            |
| 7.1       | Imawarí                               | 2023-03-31                            |
| 7.2       | Imawarí                               | 2023-00-08                            |
| 7.3       | Imawarí                               | 2023-12-11                            |
| 8.0       | Kavanayén                             | 2024-10-18                            |
| Couleur   | Importance                            | Importance                            |
| rouge     | Ancienne version.                     | Ancienne version.                     |
| Jaune     | Ancienne version, toujours supportée. | Ancienne version, toujours supportée. |
| vert      | Dernière version.                     | Dernière version.                     |
| Bleu      | Version future.                       | Version future.                       |

### Cycle de développement
Canaima a été développé à partir de Debian, mais certaines modifications ont été apportées pour l’adapter aux besoins du Venezuela. Le développement du projet s’est appuyé sur les éléments suivants :
- Communautés de production : la communauté du logiciel libre, des entités de l’administration publique, des collectifs organisés et des universités.
- Outils de soutien des communautés :
  - Une forge basée sur FusionForge entre 2009 et 2018[32]
  - Un outil de gestion de projet et de suivi des bogues basé sur Trac entre 2011 et 2013[33].
- Phase de consolidation et de tests automatisés : basée sur des critères de test et d’évaluation de la qualité logicielle. Cette étape utilise beaucoup les outils Debian tels que pbuilder[34],et elida dans l’infrastructure sur laquelle repose[35].
- Phase de certification : au cours de laquelle un comité de membres de la communauté procède à des tests de fonctionnalité, vérifie les statistiques, etc., afin de publier une version stable.

### Cayapa Canaima
Une des activités communautaires générées autour de Canaima est dénommée Cayapa. Cayapa est un terme vénézuélien qui évoque une forme de travail coopératif réalisé par plusieurs personnes pour atteindre un même objectif. Lors de réunions, les développeurs de logiciels libres se réunissent pour proposer des mises à jour et corriger des bugs notamment ; dans d’autres projets, comme Debian, cette activité est nommée Bug Squash Party. Le dernier Cayapa s’est déroulé du 14 au 15 mai 2012 dans la ville de Barinas.

### Les fabricants d’équipement d’origine
Cette distribution étant promue par le gouvernement vénézuélien, un certain nombre d’accords stratégiques ont été conclus avec plusieurs pays et sociétés de fabrication de matériel informatique :
- Portugal : accord pour la fabrication de 250 000 ordinateurs « Magalhães » destinés à être distribués dans les écoles publiques[6] ;
- Sun Microsystems : pour la certification des appareils Canaima de ce fabricant[38].
- VIT, CA : la Venezolana de Industria Tecnológica, Compañía Anónima, entreprise mixte regroupant l’État vénézuélien et des entrepreneurs chinois tels que Inspur avec l’installation de Canaima sur des dispositifs fabriqués[39].
- Lenovo : pour la certification des périphériques du fabricant pour l’utilisation de Canaima[40].
- Síragon : fabricant vénézuélien d’équipements informatiques, avec un accord de certification pour l’utilisation de Canaima sur leurs appareils[41].

## Utilisation de Canaima
Parmi les exemples d’utilisation et d’adoption de Canaima :

### Canaima Educativo
Il s’agit d’un projet commencé en 2009 par le ministère de l’Éducation vénézuélien (Ministerio del Poder Popular para la Educación) qui propose des ordinateurs basiques aux écoliers, Canaimitas, avec des logiciels libres et utilisant Canaima et une série de contenus éducatifs créés par le ministère de l’éducation.
En 2011, le gouvernement annonçait avoir livré 1 314 091 ordinateurs portables.

### CANTV
La compagnie de téléphone nationale vénézuélienne, CANTV utilise le système d’exploitation dans une certaine mesure conformément à son plan Internet d’équipement,.

## Ramifications
Il existe un certain nombre d’éditions de Canaima créées et maintenues par des activistes communautaires, qui ne sont pas publiées en même temps que la distribution officielle et ne participent pas au calendrier du projet. Les plus importants sont :
- Canaima Colibri[47], une distribution vénézuélienne ayant pour objectif d’être conviviale, légère et fonctionnelle pour les ordinateurs disposant de peu de ressources.
- Canaima Comunal, une édition destinée à des conseillers communautaires, une forme de gouvernement communautaire appelée « Consejos Comunales ». L’objectif principal est de fournir un système d’exploitation aux membres de ces conseils pour leur travail quotidien, y compris des outils pour des enquêtes.
- Canaima Caribay s’adresse aux médias communautaires qui ont prospéré grâce au soutien du gouvernement, ce dernier les ayant promu comme contre-pouvoir au médias privés, perçus par le gouvernement vénézuélien comme partisans.
- GeoCanaima[48] contient des applications et des données géomatiques libres, créée pour réaliser diverses pratiques et interagir avec des applications de bureau, des serveurs Web et des générateurs de cartographie.
- Canaima Forense[49], un environnement convivial contenant une variété d’outils utiles pour le dépannage informatique.

## Voir également
- GendBuntu
- Inspur
- Ubuntu Kylin